# Bay 50th Street (línea West End)
Bay 50th Street es una estación en la línea West End del Metro de Nueva York de la división A del Interborough Rapid Transit Company. La estación se encuentra localizada en Gravesend en Brooklyn entre la Calle 50 (Bay 50th Street) y la Avenida Stillwell. La estación es servida en varios horarios por los trenes del Servicio  y . 